# Bojan Neziri
Bojan Neziri (26 de fevereiro de 1982) é um futebolista profissional sérvio que atua como defensor.

## Carreira
Bojan Neziri representou a Seleção Servo-Montenegrina de Futebol nas Olimpíadas de 2004.